# Estádio do Vale
Estádio do Vale é um estádio de futebol brasileiro. Fica localizado na cidade de Novo Hamburgo no bairro Liberdade, no Rio Grande do Sul. Pertence ao Esporte Clube Novo Hamburgo.

## História

### Obras
As obras do novo estádio foram iniciadas em janeiro de 2006, após a venda do antigo Estádio Santa Rosa, erguido em 1953. O antigo estádio do clube foi vendido à Feevale, em 2001 e agora pertence a uma construtora, que construiu condomínios residenciais na área. Com os recursos da venda foi possível dar início ao projeto. O nome do novo estádio foi decido através de uma eleição com os torcedores do clube, em um total de 1.302 votos a opção estádio do Vale obteve 647 votos. Foi uma grande conquista para o centenário do Clube. A sua construção foi fruto de esforço obstinado para preservar o patrimônio da torcida anilada e a necessidade de se renovar e estar preparado para novos desafios.

### Partida Inaugural
O Estádio foi inaugurado em 17 de agosto de 2008, num dia chuvoso, mas que não impediu cerca de 800 torcedores de assistir ao primeiro jogo do Novo Hamburgo em sua nova casa, no Bairro Liberdade. O clube deixou para trás o Estádio Santa Rosa após 55 anos no Bairro Vila Rosa.
A partida inaugural foi contra o Criciúma, que contou com o centroavante Jardel, deputado estadual. O pontapé inicial foi dado pelo patrono Reinaldo Reisswitz às 15h30.
Mesmo enfrentando chuva intensa, o Novo Hamburgo marcou seu primeiro gol no Estádio do Vale aos 16h02, com Cleiton aproveitando uma sobra de bola na área e vencendo o goleiro adversário. No segundo tempo, Zé Ilton marcou o gol da virada, selando a vitória por 2 a 1.
O então presidente Rosalvo Johann, o Maneca, destacou a importância do novo estádio para a história do clube. “Obrigado, Santa Rosa, jamais te esqueceremos. O que vivenciamos aqui dentro será lembrado para o resto de nossas vidas. E agora, em nossa nova casa, que venham mais títulos e conquistas”.

### Internacional
Em 2013, o Internacional jogou algumas partidas do Campeonato Brasileiro e da Copa do Brasil no estádio. Devido aos maus resultados, o Colorado acabou voltando a mandar os seus jogos no Estádio Centenário, em Caxias do Sul, até a reinauguração do Beira-Rio, em dezembro.

### Monsoon
O Monsoon, campeão da Divisão de Acesso em 2024, fez sua estreia na primeira divisão do Campeonato Gaúcho em 2025, no Estádio do Vale, local onde mandou seus jogos.
A iniciativa de utilizar o estádio partiu do clube de Novo Hamburgo, que não disputará o Gauchão de 2025 após ser rebaixado para a Divisão de Acesso. O objetivo da oferta foi facilitar a logística do Monsoon e tentar aumentar a receita do Anilado, time da casa do Estádio do Vale.

### Projeto
O Estádio inaugurado 2008, ainda não está conforme o projeto inicial. O plano original previa arquibancadas ao redor do campo, totalizando 12 mil lugares. Atualmente, apenas um lado do estádio foi construído de acordo com o projeto, abrigando cerca de 4,2 mil torcedores no pavilhão social.
Rafael Weber, vice-presidente de Patrimônio do clube em 2017, explicou que a capacidade pode variar conforme a liberação das autoridades de segurança. Em dias de jogos, a torcida adversária fica em arquibancadas móveis instaladas no lado oposto, com capacidade para mais 1,5 mil pessoas.
Por questões financeiras, não há previsão para a conclusão das obras de ampliação. No entanto, devido à boa campanha do clube no Gauchão 2017, o assunto voltou a ser discutido. Weber afirmou que, embora a ampliação esteja em stand by, o clube não desistiu dos planos.